# 창원군 갑
창원군 갑은 대한민국의 옛 국회의원 선거구이다. 당시 경상남도 창원군의 일부 지역을 관할했다.

## 역사
제헌 국회의원 선거를 앞두고 창원군의 일부 지역을 관할하는 선거구로 신설되었다.
1955년 9월, 창원군 진해읍이 진해시로 승격되었다. 이에 제4대 국회의원 선거를 앞두고 해당 지역이 신설되는 진해시 선거구로 분리되었다.
제6대 국회의원 선거를 앞두고 진해시 선거구, 창원군 을 선거구와 통합되어 진해시·창원군 선거구를 이루게 됨에 따라 폐지되었다.

## 역대 국회의원
| 선거   | 정당 | 정당               | 의원   |
| ------ | ---- | ------------------ | ------ |
| 1948년 |      | 대한독립촉성국민회 | 김태수 |
| 1950년 |      | 대한청년단         | 김병진 |
| 1954년 |      | 자유당             | 김성삼 |
| 1958년 |      | 자유당             | 김형돈 |
| 1960년 |      | 민주당             | 이양호 |

## 역대 선거 결과

### 대한민국 제헌 국회의원 선거
|  | 25.04% |

|  | 22.65% |

|  | 21.13% |

|  | 16.85% |

|  | 7.18% |

|  | 7.11% |

### 대한민국 제2대 국회의원 선거
|  | 18.20% |

|  | 18.05% |

|  | 14.64% |

|  | 14.11% |

|  | 8.78% |

|  | 5.90% |

|  | 5.69% |

|  | 5.28% |

|  | 3.58% |

|  | 3.07% |

|  | 2.65% |

|  | 0% |

### 대한민국 제3대 국회의원 선거
|  | 50.83% |

|  | 49.16% |

|  | 0% |

### 대한민국 제4대 국회의원 선거
|  | 57.15% |

|  | 42.84% |

### 대한민국 제5대 국회의원 선거
|  | 20.24% |

|  | 19.12% |

|  | 18.32% |

|  | 14.90% |

|  | 13.91% |

|  | 13.48% |